# Ваља Урсулуј (Њамц)
Ваља Урсулуј (рум. Valea Ursului) насеље је у Румунији у округу Њамц у општини Ваља Урсулуј. Oпштина се налази на надморској висини од 278 m.

## Становништво
Према подацима из 2002. године у насељу је живело 3954 становника, од којих су сви румунске националности.

### Хронологија
| Година       | 1992 | 1993 | 1994 | 1995 | 1996 | 1997 | 1998 | 1999 | 2000 | 2001 | 2002 | 2003 | 2004 | 2005 | 2006 | 2007 | 2008 | 2009 | 2010 | 2011 | 2012 | 2013 | 2014 | 2015 | 2016 | 2017 |
| ------------ | ---- | ---- | ---- | ---- | ---- | ---- | ---- | ---- | ---- | ---- | ---- | ---- | ---- | ---- | ---- | ---- | ---- | ---- | ---- | ---- | ---- | ---- | ---- | ---- | ---- | ---- |
| Становништво | 4228 | 4138 | 4052 | 4029 | 3988 | 3950 | 3938 | 3888 | 3890 | 3899 | 3891 | 3930 | 3917 | 3943 | 3947 | 3976 | 4027 | 4120 | 4153 | 4192 | 4224 | 4236 | 4241 | 4273 | 4278 | 4253 |